# Ель-Бурго-Ранеро
Ель-Бурго-Ранеро (ісп. El Burgo Ranero) — муніципалітет в Іспанії, у складі автономної спільноти Кастилія-і-Леон, у провінції Леон. Населення — 841 особа (2010).
Муніципалітет розташований на відстані близько 260 км на північний захід від Мадрида, 35 км на південний схід від Леона.
На території муніципалітету розташовані такі населені пункти: (дані про населення за 2010 рік)
- Ель-Бурго-Ранеро: 252 особи
- Кальсаділья-де-лос-Ерманільйос: 146 осіб
- Лас-Граньєрас: 140 осіб
- Вільямуньїо: 303 особи

## Демографія
Динаміка населення (INE ):